# Deudap
Deudap is een bestuurslaag in het regentschap Aceh Besar van de provincie Atjeh, Indonesië. Deudap telt 212 inwoners (volkstelling 2010).